# Gioco di bambole
Gioco di bambole (Glad Rag Doll ) è un film del 1929 diretto da Michael Curtiz. Girato muto, venne sonorizzato con il sistema Vitaphone e uscì in distribuzione sia nella versione sonora, sia in quella muta.

## Trama
Jimmy Fairchild, appartenente a una vecchia e aristocratica famiglia di Filadelfia, si innamora con grande scandalo dei suoi di Annabel Lee, stella di uno spettacolo di Broadway. John, il fratello maggiore di Jimmy, uomo inflessibile, fa licenziare la ragazza. Lei, in cerca di vendetta, vuole usare le lettere che le ha scritto Jimmy per ricattare suo fratello. Recatasi a Filadelfia, Annabel Lee passa il weekend come domestica venendo a scoprire parecchie cosucce interessanti sui membri della famiglia Fairchild: la zia è una cleptomane; lo zio Nathan ha una relazione con la governante; Bertha, la sorella di John, è sposata in segreto con l'autista. Va a finire che John e Annabel si innamorano. Jimmy, però, viene a sapere di avere firmato assegni scoperti per diecimila dollari. Per aiutarlo a trovare quel denaro, Annabel si mette d'accordo con l'avvocato della famiglia Fairchild di consegnare le lettere in cambio di quella somma. John ha il cuore spezzato, convinto che la ragazza non sia altro che una a caccia di soldi. Poi, però, quando scopre che ha preso quel denaro solo per aiutare Jimmy, la perdona e la sposa.

## Produzione
Il film, prodotto dalla First National Pictures, venne girato con il titolo di lavorazione Alimony Annie.

## Distribuzione
Il copyright del film, richiesto dalla Warner Bros. Pictures, Inc., fu registrato il 29 aprile 1929 con il numero LP341.

Distribuito dalla Warner Bros., il film - in versione sonora - uscì nelle sale statunitensi il 4 maggio 1929, mentre la versione muta uscì l'8 giugno 1929.

In Italia, fu distribuito nel 1930 con il visto di censura numero 25533.
Non si conoscono copie ancora esistenti della pellicola che viene considerata presumibilmente perduta.